# Rachida Dati
Rachida Dati (n. 27 noiembrie 1965 la  Saint-Rémy, Bourgogne) este un politician francez. Dati are două naționalități, franceză și marocană (franceză jus soli și marocană jus sanguinis), dar susține despre sine că este "o franțuzoaică de origine franceză". A fost numită Ministru de Justiție pe 18 mai 2007 de către președintele Nicolas Sarkozy.  Dati a fost purtătorul de cuvânt al lui Nicolas Sarkozy în timpul campaniei electorale din Franța din anul 2007. 
Rachida Dati este prima femeie de origine non-europeană și primul arab care deține un mandat pentru un post ministerial cheie în Guvernul francez.  

## Biografie
Născută dintr-un tată marocan care lucra ca zidar, și o mamă algeriancă, Rachida Dati este cel de-al doilea copil din cei 12 copii ai familiei. Dati a copilărit în Chalon-sur-Saône, Bourgogne.
Dati a studiat la școli catolice. La 16 ani, ea a lucrat ca asistent medical al paramedicilor. A lucrat trei ani în funcția de contabil al Elf Aquitaine, în timp ce își continua studiile de economie și administrarea afacerilor.
După ce l-a cunoscut pe Jean-Luc Lagardère în 1990, ea a devenit membru al echipei de management al auditorilor de la Matra Nortel communication. S-a mutat apoi pentru un an la Londra, lucrând la Banca europeană de reconstrucție și dezvoltare, tot în echipa de audit financiar. În 1994, ea a devenit supervizorul auditorilor și secretar general la biroul de studii de dezvoltări urbane de la  Suez (pe atunci Lyonnaise des Eaux). Între 1995 și 1997, Dati a lucrat în funcția de consultant tehnic la departamentul de administrare juridică al Ministerul Educației.
În 1997, Dati a fost admisă la Școala Națională de Magistratură (École nationale de la magistrature), o instituție de educație publică ce oferă cursurile necesare pentru a deveni magistrat în Franța. La absolvirea din 1999, ea a devenit auditor juridic la tribunal de grande instance din Bobigny.
A ajuns mai apoi judecător în Péronne și mai apoi asistent avocatului general de la tribunalul din Évry.  
În 2002, ea a devenit consilierul lui Nicolas Sarkozy pentru care a lucrat la o lege de prevenire a micilor delicte (prévention de la délinquance). În 2006, ea s-a alăturat partidului UMP. La 14 ianuarie 2007, ea a fost numită purtător de cuvânt al lui Nicolas Sarkozy, el fiind desemnat în aceeași zi să fie candidatul partidului la fotoliul prezidențial de la alegerile ce urmau în aprilie 2007.
După victoria lui Nicolas Sarkozy din runda secundă a alegerilor prezidențiale din Franța din 6 mai 2007, ea a devenit ministru al Justiției. Primele ei modificări aduse organizației justiției au fost primite cu răceală de către profesioniștii din domeniu, având loc chiar și manifestații publice. 
Dati este constant criticată și satirizată în săptămânalul Le Canard enchaîné, pamfletele având ca subiect nu numai măsurile (percepute ca fiind făcute în grabă și nechibzuite) și comportamentul ei (prea autoritar), dar și predilecțiile sale de a se îmbrăca la orice ocazie în haine scumpe, concepute de designeri, de cele mai multe ori Christian Dior.

## Diplome
- Maîtrise en sciences économiques (diplomă franceză de 4 ani în economie)
- Maîtrise en droit public (drept public)